# Nada personal en Obras
Nada Personal en Obras es un álbum en vivo que contiene las grabaciones en concierto en formato VHS de la banda de rock latino Soda Stereo, lanzado al mercado el 15 de octubre de 1986. Fue grabado en vivo en abril de 1986 en el Estadio Obras Sanitarias de Buenos Aires, Argentina, como parte de la gira de presentación de Nada personal, su segundo álbum de estudio. Es el primer álbum en video que hizo el grupo musical.

## Lista de canciones
La lista de canciones incluye canciones del álbum de estudio que promocionaban (Nada personal) y de Soda Stereo, su álbum anterior.

| N.º | Título                     | Escritor(es)    | Álbum original | Duración |  |
| 1.  | «Presentación»             |                 |                |          |  |
| 2.  | «Sobredosis de TV»         | Cerati          | Soda Stereo    |          |  |
| 3.  | «Intermedio»               |                 |                |          |  |
| 4.  | «Imágenes retro»           | Cerati, Alberti | Nada personal  |          |  |
| 5.  | «Ecos»                     | Cerati          | Nada personal  |          |  |
| 6.  | «Juego de seducción»       | Cerati          | Nada personal  |          |  |
| 7.  | «Te hacen falta vitaminas» | Cerati, Bosio   | Soda Stereo    |          |  |
| 8.  | «Intermedio»               |                 |                |          |  |
| 9.  | «Cuando pase el temblor»   | Cerati          | Nada personal  |          |  |
| 10. | «Danza rota»               | Cerati          | Nada personal  |          |  |
| 11. | «Afrodisíacos»             | Cerati, Bosio   | Soda Stereo    |          |  |
| 12. | «Estoy azulado»            | Cerati, Coleman | Nada personal  |          |  |
| 13. | «Tele-Ka»                  | Cerati          | Soda Stereo    |          |  |
| 14. | «Nada personal»            | Cerati          | Nada personal  |          |  |

## Músicos invitados
- Fabián Von Quintiero: Teclados
- Richard Coleman: Guitarra
- El Gonzo: Saxofón alto

### Músicos Orquesta
- Aby Rojzle
- Sergio Polizzi
- Washington Wilman
- Luis Tauriello
- Edgardo Cataruzzi
- Reynaldo Fernández
- Carlos Nozzi
- Miguel Ángel Bertero

## Posproducción
- Fotógrafo: Claudio Fayngolz
- Colaboración especial: Carlos Lorenzo
- Grabación de Audio: Moebio
- Dirección: Alfredo Lois
- Producción: Soda Stereo y Ohanian Producciones

- Datos: Q6037301